# やまぐちサッカー交流広場
やまぐちサッカー交流広場（やまぐちサッカーこうりゅうひろば）は、山口県山口市徳地にあるサッカー専用の球技場。
Jリーグに所属するレノファ山口FCが練習拠点の一つとして使用している。施設は山口市が「やまぐちサッカー交流広場設置及び管理条例」（平成21年12月18日山口市条例第47号）に基づいて設置・所有し、特定非営利活動法人八坂地区むらづくり協議会が指定管理者として運営管理を行っている。

## 概要
山口市が、徳地地域（旧佐波郡徳地町）の地域活性化と廃校跡活用策の一環として、山口市立八坂中学校跡に市営サッカー場として建設したものである。同校は1947年に八坂村立八坂中学校として開校、2006年（平成18年）に柚木中・島地中・堀中と共に山口市立徳地中学校として統合され廃校となったものだが、校舎が1989年完成と比較的新しかったことと、交通の便が（対象となった徳地地域の廃校跡地の中では）比較的よいことが決め手となり、同校跡地が建設地に選ばれた。
2010年5月1日に完成し、西京高対開星高、山口高対宇部高の記念試合がこけら落としとなった。総事業費は約5億3千万円で、うち7500万円が日本サッカー協会 (JFA) の都道府県フットボールセンター整備助成事業による助成金、残りは過疎対策事業債などを活用した。

## 施設
グラウンドには元々の土の校庭にロングパイル人工芝を敷いて103m×66mのピッチを確保している。寒冷地であることから維持管理を考慮し、天然芝ではなく人工芝を選択したものだが、国際サッカー連盟 (FIFA) ツースターの基準をクリアした「アストロピッチ-SP」を採用しており、JFAロングパイル人工芝ピッチの認証（第104号）も取得。JFA所管の公式戦も開催可能となっている。
グラウンドの一角に200人収容の固定式スタンドを新たに建設した。スタンドの下部は八坂地区むらづくり協議会による軽食・喫茶を兼ねた交流スペース「やさかの里」となっており、土日のみ営業が行われている。
クラブハウスは鉄筋コンクリート造の2階建て校舎をリフォームしたもので、1階はロッカールーム（シャワー付き）と多目的トイレ、事務室。2階はミーティングルームが3室用意される。また、体育館に緩衝材を貼り、フットサルコート1面を確保している。
なお、当地から約6.7km西にあり、2003年に閉校した徳地町立引谷小学校の体育館（山口市徳地引谷1209-3）についても、やまぐちサッカー交流広場の附属施設（やまぐちサッカー交流広場 引谷体育館）として利用されている。

## 利用
レノファ山口FCが練習拠点の一つとして使用している。中国サッカーリーグ時代にはここをホームゲーム会場として使用していたこともあり、JFL昇格後は通常の練習をここで行っていた。Jリーグ参入後はおのだサッカー交流公園などの天然芝グラウンドでの練習が基本となり、主に下部組織（ユース、レディース）が利用している。レノファ以外には、2011年の中国リーグでFC宇部ヤーマンがここでホームゲームを行ったことがある。
なお、2014年の中国リーグで使用された「山口市徳地山村広場」は、山口市徳地堀（荷卸峠付近）にある、本場とは別の施設である。

## アクセス
- JR山陽本線 防府駅から防長交通バス「堀」行きで「堀」乗り換え、「八坂」方面行きで「やまぐちサッカー交流広場」下車すぐ
- JR山口線 山口駅から防長交通バス「仁保経由堀」行きで「やまぐちサッカー交流広場」下車すぐ（1日3本のみ）
- 中国自動車道 徳地ICから車で15分、国道489号沿い（県道山口鹿野線交差点そば）